# Mudmen (canción)
«Mudmen» es un tema instrumental del grupo británico de rock progresivo Pink Floyd, que aparece en el álbum Obscured by Clouds escrito y grabado en el castillo de Hérouville, Pontoise, Francia en 1972. 
Esta canción es similar a «Burning Bridges», el tercer título del mismo álbum.

## Créditos
- David Gilmour - guitarra
- Richard Wright - piano, órgano, sintetizador VCS3
- Roger Waters - bajo
- Nick Mason - batería